# Tytomyia nigrifrons
Tytomyia nigrifrons is een insect uit de familie van de vlinderhaften (Ascalaphidae), die tot de orde netvleugeligen (Neuroptera) behoort. 
Tytomyia nigrifrons is voor het eerst wetenschappelijk beschreven door Tjeder & Hansson in 1992.